# Ellierode (Bad Gandersheim)
Ellierode is een plaats in de Duitse gemeente Bad Gandersheim, deelstaat Nedersaksen, en telt ruim 150 inwoners.
Het dorpje is fraai gelegen op 5 km ten zuidoosten van het stadje Bad Gandersheim.
Zie verder: Bad Gandersheim.
- Virtual International Authority File: 245924050